# Arrows omöjlighetsteorem
Arrows omöjlighetsteorem, eller Arrows paradox demonstrerar att inget omröstningssystem kan omvandla rangordnade preferenser hos individer till en samhällsvid rangordning (det som i vardagligt tal kallas valresultat) samtidigt som man också uppfyller ett antal grundläggande kriterier för demokratiska val. Dessa kriterier är universalitet (en:unrestricted domain), medborgarsuveränitet (en:non-imposition), icke-diktatur, Paretoeffektivitet, och oberoende av irrelevanta alternativ.
Teoremet är uppkallat efter ekonomen Kenneth Arrow, vilken demonstrerade teoremet i sin doktorsavhandling och populariserade det i sin bok Social Choice and Individual Values.  Den ursprungliga avhandlingen hette "A Difficulty in the Concept of Social Welfare". Arrow var en av mottagarna av Sveriges Riksbanks pris i ekonomisk vetenskap till Alfred Nobels minne1972.

## Genomgång av teoremet
Utgångpunkten för Arrows teorem är att vi har ett behov av att få fram en preferensordning för ett antal givna alternativa utfall. Varje individ i samhället har en sådan preferensordning och vi strävar här efter ett system som omvandlar dessa olika preferensordningar till en gemensam samhällelig preferensordning. För att uppnå detta behövs ett valsystem som uppfyller följande kriterier, vilka samtliga antas vara rimliga krav på rättvisa val:
- Icke-diktatur: Systemet måste hantera flera individers önskningar. Det får icke enbart spegla åsikterna hos en "väljare" (dvs. en diktatur).
- Universalitet: Systemet måste inkludera alla preferenser hos alla väljare för att ge en unik och komplett rangordning bland alternativen. Alltså:
  - Röstmekanismen måste se till alla individuella preferenser;
  - Den måste göra detta på ett sätt som ger en komplett rangordning bland samhällets preferenser;
  - Den måste deterministiskt ge samma rangordning varje gång väljarnas preferenser presenteras på samma sätt.
- Oberoende av irrelevanta alternativ (OIA): Systemet skall ge samma rangordning mellan ett urval av alternativ som vid en jämförelse mellan samtliga alternativ. Förändringar i individers rangordning av irrelevanta alternativ (sådana utanför urvalet) skall inte ha någon inverkan på samhällets rangordning av det aktuella, relevanta urvalet.
- Medborgarsuveränitet: Varje möjlig samhällelig preferensordning skall vara möjlig att uppnå genom någon uppsättning av individuella preferensordningar (vad som kallas för en surjektiv funktion).
- Paretoeffektivitet: om varje individ föredrar ett visst alternativ framför ett visst annat alternativ så måste också den resulterande samhälleliga ordningen göra det.

Arrows teorem säger att om det beslutsfattande organet har minst två medlemmar och minst tre alternativ att välja mellan så är det omöjligt att konstruera ett system som uppfyller alla dessa krav samtidigt. 